# Kohen
| Židé a judaismus |
| Židé • Judaismus • Kdo je Žid |
| Ortodoxní • Konzervativní (Masorti) Progresivní (Reformní - Liberální) • Ultraortodoxní Samaritáni • Falašové • Karaité                                                                                            |
| Etnické skupiny a jazyky |
| Aškenázové • Sefardové • Mizrachim Hebrejština • Jidiš • Ladino • Ge'ez • Buchori |
| Populace (vývoj) |
| Evropa • Amerika • Asie • Afrika • Austrálie |
| Náboženství |
| Bůh • Principy víry • Boží jména 613 micvot • Halacha • Noachidské zákony Mesiáš • Eschatologie |
| Židovské myšlení, filosofie a etika |
| Židovská filosofie Cdaka • Musar • Vyvolenost Chasidismus • Kabala • Haskala |
| Náboženské texty |
| Tóra • Tanach • Mišna • Talmud • Midraš Tosefta • Mišne Tora • Šulchan aruch Sidur • Machzor • Pijut • Zohar |
| Životní cyklus, tradice a zvyky |
| Obřízka • Pidjon ha-ben • Simchat bat • Bar micva Šiduch • Svatba • Ketuba • Rozvod (Get) • Pohřeb Kašrut • Židovský kalendář • Židovské svátky Talit • Tfilin • Cicit • Kipa Mezuza • Menora • Šofar • Sefer Tora |
| Významné postavy židovství |
| Abrahám • Izák • Jákob • Mojžíš Šalomoun • David • Elijáš • Áron Maimonides • Nachmanides • Raši Ba'al Šem Tov • Ga'on z Vilna • Maharal                                                                           |
| Náboženské budovy a instituce |
| Chrám • Synagoga • Ješiva • Bejt midraš Rabín • Chazan • Dajan • Ga'on Kohen (kněz) • Mašgiach • Gabaj • Šochet Mohel • Bejt din • Roš ješiva                                                                      |
| Židovská liturgie |
| Šema • Amida • Kadiš Minhag • Minjan • Nosach Šacharit • Mincha • Ma'ariv • Musaf |
| Dějiny Židů |
| starověk • středověk • novověk |
| Blízká témata |
| Antisemitismus • Gój • Holocaust • Izrael Filosemitismus • Sionismus Abrahámovská náboženství |
| z • d • e |

Kohen (hebrejsky כהן‎, množ. č. כהנים‎ kohanim) je židovský kněz a potomek Áronův. Podle biblické tradice byli Áron a jeho potomci určeni Bohem, aby vykonávali obětní bohoslužbu nejprve ve stanu setkávání a později v jeruzalémském Chrámu, kde sloužili až do jeho zničení. Základní funkcí kohanim bylo, aby přiváděli lid blíže k Bohu a Boha k lidem.

## Etymologie
Slovo kohen vychází z podobného kořene jako např. arabské káhin, které má význam „dohlížitel“. Kohanim tak byli podle některých vědců původně dohlížiteli ve svatyních, které střežili před znesvěcením a dohlíželi na správný průběh oběti, kterou obyčejný člověk do svatyně přinášel.[zdroj?] Na podporu této domněnky svědčí i to, že postavení kohanim je v Bibli často spojováno s postavením levitů, potomků Jákobova syna Léviho, kteří jsou také často označováni za kněžský kmen - ke kmeni Levi náležel jak Mojžíš, tak i jeho bratr Áron. Zatímco levitům zůstala funkce dohlížitelů a strážců svatyně (a později Chrámu), Áronovi potomci převzali vykonávání samotné obětní bohoslužby.

## Postavení kohenů v historii
Ustanovení Áronových potomků jako kněží pro Izrael je zmíněno v Exodu (Ex 28, 1–4 (Kral, ČEP)). Áronovci a levité měli převzít odpovědnost za službu Bohu po prvorozených, kteří o své vyvolení přišli kvůli hříchu uctívání zlatého telete (Nu 8, 18 (Kral, ČEP)). Kohen tak v judaismu sloužil jako vykonavatel některých Božích přikázání a proto se na něj vztahovala zvláštní a přísná pravidla ohledně rituální čistoty a nečistoty (viz níže). Kohen byl před uvedením do svého úřadu pomazán a společně s králem je v Bibli druhou postavou, která je označována jako pomazaný – Mesiáš (כהן המשיח kohen ha-mašiach). Další významnou funkcí, udělenou Bohem kohenům, bylo poslání žehnat Izraeli – toto kněžské požehnání (ברכת כהנים, birkat kohanim) se udrželo v židovské liturgii až dodnes (viz níže).

### Desátky a obživa kohenů
Kohenovi náleží desátek – tzv. truma – z úrody a produktů Erec Jisra’el. Podle Tóry neobdrželi levité a tím pádem ani kohanim žádný díl země izraelské, místo toho se měli věnovat službě ve svatyni a být živeni z desátků přinášených ostatním obyvatelstvem (Dt 18, 1 (Kral, ČEP)).
Kohanim sami byli živi z obětí, které lidé do Chrámu přinášeli. Jednalo se o následující:
- Zvířecí oběť za hřích (Leviticus 6,19)
- Pták jako oběť za hřích (Leviticus 5,13)
- Zápalná oběť (Exodus 29,32)
- Oběť za vinu (Leviticus 7,7)
- Smírčí oběť (Leviticus 7,32-35)
- Oběť za vyléčení z malomocenství (Leviticus 14,10)
- Oběť mincha (Leviticus 6, 9)
- Oběť Omeru (Leviticus 23,10)
- Překladné chleby (Leviticus 24,9)

Dary, které se odevzdávaly pouze v Jeruzalémě:
- Prvorozený plod jakéhokoli zvířete nebo rostlin (bikurim) (Numeri 8,19; Deuteronomium 18,4)
- Vnitřnosti některých obětí
- Kůže některých obětí (Leviticus 7,8)

Dary přinášené po celém Izraeli:
- Truma (desátek ze sklizně nebo úrody)
- Truma ma'aser (desátek z desátku levitům)
- Chala (část těsta oddělená před upečením chleba)
- Vlna z prvního stříhání ovcí (Deuteronomium 18,4)
- Pravá přední noha, čelist a žaludek (Deuteronomium 18,3)
- Pět šekelů stříbra za vykoupení prvorozeného syna (Pidjon ha-ben) (Exodus 13,13)
- Ovce nebo kozel za vykoupeného prvorozeného osla (Exodus 13,13)
- Majetek věnovaný Chrámu nebo majetek člověka, jenž nezanechal dědice či následníka (Leviticus 27,21; Numeri 5,8–10 )

### Velekněz
S rostoucí populací kohanim byl ustanoven titul velekněze (כהן גדול, kohen gadol), který byl nejprve vybírán podle běžného nástupnického pravidla (nejstarší syn zaujímá místo otce – Leviticus 6,15) a jeho titul byl doživotní. Za prvního velekněze je tradičně považován Áron. Pokud neměl kněz syny, přešel úřad na jeho bratra případně na jeho synovce. Později byl velekněz volen. Časem byla funkce zpolitizována a velekněz byl spíše politickou figurou dosazovanou podle vůle vladaře, což se dělo především za vlády Seleukovců a Římanů. K ojedinělém případu došlo za vlády Hasmonejců, kteří ve svých vladařských funkcích spojili jak titul krále, tak i titul velekněze.
V náboženské tradici byl velekněz jediným člověkem, který směl vyslovit Boží jméno JHVH. Dělo se tak vždy jednou v roce na Jom kipur, kdy velekněz vcházel do nejsvětější svatyně Chrámu. Během období jednoho týdnu před Jom kipur se měl očišťovat a připravovat na tento úkon a službu za něj přebíral prozatímní velekněz.

### Druhý chrám
V období druhého chrámu neměli koheni ve svých rukách žádnou reálnou moc a jejich postavení bylo v očích především prostého lidu zdiskreditováno. Řadou lidí byli považováni spíše za kolaboranty s Římany a za příliš odtržené od běžného života, částečně také díky jejich provázáním se skupinou saduceů, která byla složena téměř výhradně z kohenů. Tato situace nahrávala druhé silné frakci – farizeům –, kteří také později převzali moc v Sanhedrinu – nejvyšším židovském zákonodárném orgánu –, a stali se vůdčími náboženskými autoritami Izraele, zatímco funkce kohenů zůstala omezena pouze na liturgii, jak tomu je i dnes.

## Halacha
Kohen musí pro své poslání splňovat řadu halachických předpisů, které se týkají jak rituální čistoty, tak i původu a stavu. Hlavním posláním kohenů v době existence Chrámu bylo vykonávání oběti, zatímco levité sloužili jako strážci, pomocníci a hudebníci nebo chrámoví zpěváci. Zpočátku silná pozice kohenů v Sanhedrinu jako učitelů a vykladačů Zákona byla umenšena a jejich místo zaujali učenci – rabíni a jejich žáci (řada kohenů patřila mezi velké učence a mezi farizeje, ale samotný kněžský původ přestal být klíčovým měřítkem pro získání autority).

### Kněžský oděv

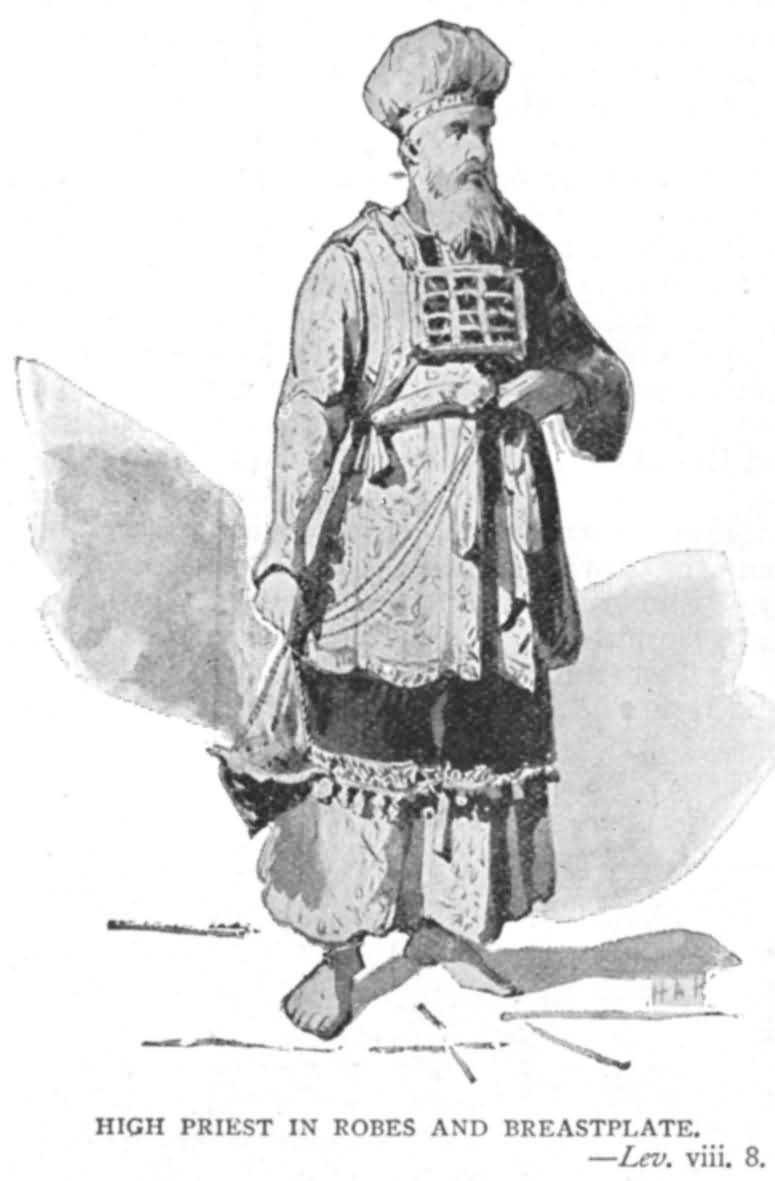
Velekněz v kněžském obleku

Podle traktátu Mišny Zevachim nesmí obětní bohoslužbu provádět nikdo jiný, než kohen, který je k tomu náležitě oblečen. Oblečení kohena se skládá ze čtyř svatých šatů – בגדי קודש‎, bigdej kodeš nebo בגדי כהונה‎ bigdej kehuna (kněžský oděv):
כתונת‎ – kutonetsuknice, plášť, tunika, vyrobená ze lnu, pokrývající celé tělo
אבנט‎ – avnetpás, šerpa, pestře vyšitá, lněná
מכנסיים‎ – michnasajimspodní krátké kalhoty „aby zakryly nahotu jejich těla“ (Exodus 28,42)
מצנפת‎ – micnefetturban – pro obyčejné kněze byl menší a špičatější, než pro velekněze, velekněžský turban byl větší a plošší
Velekněz dále oblékal tyto čtyři další části:
מעיל‎ – me'ilpřehoz, nazývá se tak i pláštík na Tóru, purpurový plášť bez rukávů, který měl velekněz přes katonet, ozdobený zlatými ozdobami ve tvaru granátových jablek
אפוד‎ – efodbohatě vyšívaná svrchní vesta
חושן‎ – chošennáprsní štít s dvanácti drahokamy, na každém z nich bylo vyryto jméno jednoho z izraelských kmenů, pravděpodobně k němu náležely i kameny Urim a Tumim. Drahokamy měly být následující (pravděpodobně – výklady se ohledně jednotlivých kamenů liší) – karneol, topaz, smaragd, malachit, safír, onyx, jantar nebo opál, achát, ametyst, lazurit, beryl, rubín.
ציץ‎ – Cicštítek s nápisem קדוש ליהוה‎ (kadoš la-Adonaj, svatý Hospodinův)
Kněží i velekněz byli při výkonu chrámových obřadů bosí.

### Tabu vztahující se na kněze
Kněz nesmí mít žádnou fyzickou vadu (slepota, hluchota apod.) nebo zranění, které zanechalo trvalé následky (nesmí mu např. chybět článek prstu apod.), jinak není považován za schopného provádět chrámové rituály.
Kohen může být pouze muž, který se narodil z řádného manželství[zdroj⁠?!] mezi kohenem a nerozvedenou rodilou halachickou židovkou. Pokud si kohen vezme proselytku, jejich dítě je židem, ale není kohen. Pokud se narodí dcera, tato by si pak neměla vzít za manžela kohena. Dokonce je zakázáno, aby si kohen vzal ženu, jejíž oba rodiče jsou konvertité. Kněz si nesmí vzít prostitutku, rozvedenou ženu. Velekněz si nesměl vzít ani vdovu.
Kohen se nesmí znečistit dotykem mrtvoly ani místem, kde jsou mrtvá těla přechovávána. Nesmí chodit přes hřbitov – hroby kohenů jsou většinou umístěny co nejblíže hřbitovním zdem a vedou k nim zvláštní branky, aby příbuzní mohli hrob navštívit (tzn. přijít alespoň do jeho blízkosti) a nemuseli vstupovat na hřbitov. Kohen nesmí ani vstupovat či pobývat v budově, ve které se nachází mrtvé tělo. Dokonce i kohen, který již je znečištěn, je povinen se vyvarovat dalšího či pokračujícího znečištění. Zákaz styku s mrtvými se ovšem nevztahuje na případ pohřbení blízkého příbuzného nebo manželky. Kohen je podle Tóry také stejně jako jakýkoli jiný žid povinen pohřbít nalezenou mrtvolu neznámého člověka.
Méně závažné typy rituální nečistoty nejsou kohenovi výslovně zakázány; před vstupem do chrámu nebo jedením z pokrmů požívajících status svatosti (oběti, truma, chala) je však povinen se předepsaným způsobem očistit, jinak by se dopustil závažného přestoupení.

## Kohenovo postavení v dnešní liturgii
Kohenovo výsadní postavení se odráží v židovské liturgii, kdy je kohenovi vyhrazeno několik zvláštních privilegií.
- Kohenovi náleží privilegium být jako první vyvolán k Tóře, pronášet jako první požehnání po jídle (nečiní-li tak, bývá v některých obcích zvykem pronést v přítomnosti kohena formulaci bi-ršut ha-kohen – s dovolením kněze).
- Během poutních svátků a veřejných postních dnů pronáší kohen v synagoze kněžské požehnání. V Izraeli kohanim žehnají každý den během ranní bohoslužby šacharit. Kněžské požehnání jsou verše Numeri 6, 24–26:

| „                       | Hospodin dále promluvil k Mojžíšovi: ‚Mluv k Áronovi a jeho synům: Budete žehnat synům Izraele těmito slovy: »Ať Hospodin ti žehná a chrání tě, ať Hospodin rozjasní nad tebou svou tvář a je ti milostiv, ať Hospodin obrátí k tobě svou tvář a obdaří tě pokojem.« Tak vloží mé jméno na Izraelce a já jim požehnám.‘ | “ |
| — Numeri 6, 22-27 (ČEP) | |   |

Před požehnáním umyje levita kohenovi ruce tak, jak to levité dělali v dobách existence Chrámu. Kohen potom bosý předstoupí před shromáždění, přehodí si talit přes hlavu a pozvedne ruce a roztáhne prsty tak, aby ukazováček a prostředníček byly u sebe a stejně tak malíček a prsteníček. Poté pronesou požehnání tak, že opakují slova požehnání, která jim předčítá chazan. Bývá zvykem, že členové obce skloní hlavy a na koheny se během žehnání nedívají. Žehnající ruce i konvička na umývání rukou se staly symboly kohenů a levitů na náhrobcích.
- V ortodoxních komunitách je stále zachovávána praxe pidjon ha-ben (vykoupení prvorozeného syna), kterou může vykonávat pouze kohen, stejně jako vykoupení prvorozeného zvířete apod.
- Nařízení ohledně zákazu styku s mrtvými a ohledně zakázaných a povolených svazků jsou stále v platnosti kromě omezení týkající se sňatku kohena a dcery proselytů, což je některými autoritami povolováno. Některé neortodoxní komunity ulehčily pravidla týkající se přednosti kohena při čtení z Tóry, reformní komunity většinou pravidla týkající se kohenů nedodržují vůbec.

## Kohen v židovské kultuře
Slovo „kohen“ jako označení příslušnosti ke kmeni se stalo součástí řady typických židovských příjmení – Kohn, Kohnberg, Kahn, Kahana, Kagan, Kaganovič, Kaner, Cohen, Cohn. Příjmení Katz nebo Kac (כ״ץ) je akrostich slov כהן צדק‎ kohen cedek, spravedlivý kněz; příjmení Azulai/Azoulai (אזולי‎) je akrostich slov אשה זנה וחללה לא יקחו‎ iša zona va-chalala lo jikachu, nevěstku a znesvěcenou ženu si nevezmou, Lv 21, 7 (Kral, ČEP), a váže se k zákazu sňatku s prostitutkou nebo ženou, která má status „chalala“.
Mezi laickou veřejností je často rozšířen názor, že židovským knězem je rabín, což není správně – kohen se může stát rabínem, ale rabín se nikdy nemůže stát kohenem – knězem – pokud se jím nenarodil. Zatímco rabín je funkce, kohen je dnes spíše privilegium a poslání.
Kohen stále slouží jako nejvyšší duchovní autorita u Samaritánů, Karaimů a Falašů